# Джюрми, Мамедага
Мамедага Джюрми (азерб. Məhəmmədağa Cürmi) — азербайджанский поэт XIX века, член литературного общества «Маджмауш-шуара».

## Биография
Мамедага Джюрми был руководителем и активным членом литературного кружка «Маджмауш-шуара» в Баку. Он был известен среди других поэтов и имел тесные связи среди них в Шемахы и упоминался в их произведениях. 